# مكون (عنصر)

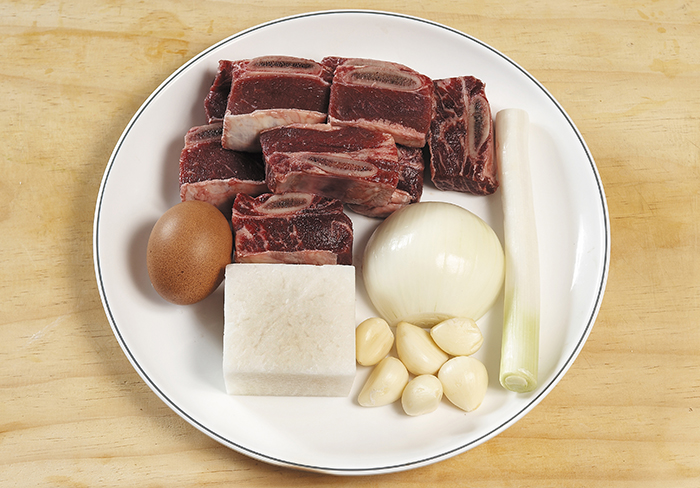

المُكَوِّن (بالإنجليزية: ingredient)‏ هو عبارة عن مادة تشكل جزءاً من خليط (بالمعنى العام). على سبيل المثال، في عملية الطبخ، تحدد وصفات تحضير طعام ما هي المكونات التي يتم استخدمها لإعداد طبق معين. كما يُزعم أن العديد من المنتجات التجارية تحتوي على مكون سري يجعلها أفضل من المنتجات المنافسة. في مجال الصناعات الدوائية، المكون الفعال أو العنصر الفعال هو ذلك الجزء من التركيبة الدوائية الذي ينتج عنه التأثير المطلوب من طرف مُستَخدِم الدواء.
و في العادة، تطالب القوانين السيادية مصنعى المنتجات الغذائية الجاهزة بعرض قائمة المكونات للمنتج الغذائي، وتطالب على وجه التحديد أن يتم سرد بعض المضافات الغذائية ان وجدت.
في معظم البلدان المتقدمة، يشترط القانون أن يتم سرد المكونات وفقاً لوزنها النسبي في المنتج. إذا كان المكون نفسه يتكون من أكثر من مكون (مثل قطع الكوكيز التي هي جزء من نكهة الآيس كريم المعروف باسم «آيس كريم بالكوكيز» )، يتم سرد تلك المكونات حسب النسبة المئوية التي تشكلها من اجمالي المنتج، كما يتم عرض المكونات الفرعية الخاصة بذلك المكون بين قوسين بجانب اسمه.

## المكونات الاصطناعية
المكون الاصطناعي عادة يشير إلى عنصر اصطناعي أو من صنع الإنسان، مثل:
- المنكّهات الاصطناعية
- المضافات الغذائية
- الملون الغذائي
- المادة الحافظة
- بديل السكر، التحلية الاصطناعية